# Hariyappanahalli, Tumkur
Hariyappanahalli là một làng thuộc tehsil Tumkur, huyện Tumkur, bang Karnataka, Ấn Độ.